# Rivière Laviolette
Rivière Laviolette är ett vattendrag i Kanada.   Det ligger i provinsen Québec, i den sydöstra delen av landet, 200 km nordost om huvudstaden Ottawa. Rivière Laviolette ligger vid sjön Lac Perchaude.
I omgivningarna runt Rivière Laviolette växer i huvudsak blandskog. Runt Rivière Laviolette är det mycket glesbefolkat, med 5 invånare per kvadratkilometer.